# Menkeleon bellulus
Menkeleon bellulus is een insect uit de familie van de mierenleeuwen (Myrmeleontidae), die tot de orde netvleugeligen (Neuroptera) behoort. 
Menkeleon bellulus is voor het eerst wetenschappelijk beschreven door Banks in 1905.